# 1974-es labdarúgó-világbajnokság-selejtező (UEFA – 9. csoport)
Az 1974-es labdarúgó-világbajnokság európai 9. selejtezőcsoportjának mérkőzéseit, és a csoport végeredményét tartalmazó lapja. A csoportban körmérkőzéses, oda-visszavágós rendszerben játszottak egymással a labdarúgó-válogatottak. A selejtezőket 1972. október 13. és 1973. május 26. között rendezték. A csoport győztese automatikus résztvevője lett az 1974-es labdarúgó-világbajnokságnak.
A csoportban Franciaország, Írország és a Szovjetunió szerepelt.
A Szovjetunió végzett a csoport élén és játszhatott interkontinetális pótselejtezőt Chile ellen.

## Tabella
| Hely. | Csapat        | M | Gy | D | V | G+ | G– | Gk | P | Továbbjutás                     |     | Szovjetunió | Franciaország | Írország |
| ----- | ------------- | - | -- | - | - | -- | -- | -- | - | ------------------------------- | --- | ----------- | ------------- | -------- |
| 1.    | Szovjetunió   | 4 | 3  | 0 | 1 | 5  | 2  | +3 | 6 | Interkontinentális pótselejtező |     | —           | 2–0           | 1–0      |
| 2.    | Franciaország | 4 | 1  | 1 | 2 | 4  | 5  | −1 | 3 |                                 |     | 1–0         | —             | 1–1      |
| 3.    | Írország      | 4 | 1  | 1 | 2 | 3  | 5  | −2 | 3 |                                 | 1–2 | 2–1         | —             |          |

## Mérkőzések
| 1972. október 13. |

| Franciaország | 1–0         | Szovjetunió |
| ------------- | ----------- | ----------- |
| Bereta 61'    | Jegyzőkönyv |             |

| Parc des Princes, Párizs Nézőszám: 29,746 Játékvezető: Scheurer (svájci) |

| 1972. október 18. |

| Írország   | 1–2         | Szovjetunió              |
| ---------- | ----------- | ------------------------ |
| Conroy 83' | Jegyzőkönyv | Fegyotov 55' Kolotov 65' |

| Lansdowne Road, Dublin Nézőszám: 27,656 Játékvezető: Henry Øberg (norvég) |

| 1972. november 15. |

| Írország              | 2–1         | Franciaország |
| --------------------- | ----------- | ------------- |
| Conroy 27' Treacy 77' | Jegyzőkönyv | Larqué 66'    |

| Dalymount Park, Dublin Nézőszám: 26,511 Játékvezető: Rasmussen (dán) |

| 1973. május 13. |

| Szovjetunió    | 1–0         | Írország |
| -------------- | ----------- | -------- |
| Oniscsenko 58' | Jegyzőkönyv |          |

| Lenin Stadion, Moszkva Nézőszám: 65,527 Játékvezető: Dahlberg (svéd) |

| 1973. május 19. |

| Franciaország | 1–1         | Írország   |
| ------------- | ----------- | ---------- |
| Chiesa 78'    | Jegyzőkönyv | Martin 83' |

| Parc des Princes, Párizs Nézőszám: 28,405 Játékvezető: Rainea (román) |

| 1973. május 26. |

| Szovjetunió               | 2–0         | Franciaország |
| ------------------------- | ----------- | ------------- |
| Blohin 81' Oniscsenko 84' | Jegyzőkönyv |               |

| Lenin Stadion, Moszkva Nézőszám: 76,604 Játékvezető: Biwersi (nyugatnémet) |